# Relations entre l'Algérie et la Russie
Les relations entre l'Algérie et la Russie (Russe : Российско–алжирские отношения, arabe : العلاقات الروسية الجزائرية) sont les relations bilatérales entre les deux pays, la République algérienne démocratique et populaire et la fédération de Russie. La Russie a une ambassade à Alger, et l'Algérie a une ambassade à Moscou.
Les deux pays sont membres de l'Organisation des Nations unies (ONU), de l'Organisation internationale de la vigne et du vin, de Conseil international des monuments et des sites, du Mouvement international de la Croix-Rouge et du Croissant-Rouge, et de Forum des pays exportateurs de gaz.

## Comparaison entre les deux pays
|                                    | République algérienne démocratique et populaire | Fédération de Russie                  |
| ---------------------------------- | ----------------------------------------------- | ------------------------------------- |
| Superficie (km2)                   | 2 381 741                                       | 17 098 242                            |
| Population                         | 44 487 000 (2021)                               | 146 780 000 (2021)                    |
| Densité de population (hab./km²)   | 16                                              | 8,4                                   |
| Capitale                           | Alger                                           | Moscou                                |
| Plus grande ville                  | Alger (3 154 790) (en 2021)                     | Moscou (11 979 200) (en 2013)         |
| Gouvernement                       | République semi-présidentiel                    | République fédérale semi-présidentiel |
| Langue officielle                  | Arabe, Tamazight                                | Russe                                 |
| PIB (nominal) milliards de dollars | 163 (2021)                                      | 1 779 (2021)                          |
| IDH                                | 0,759 (2018)                                    | 0,824 (2018)                          |

## Historique des relations entre l'Algérie et la fédération de Russie

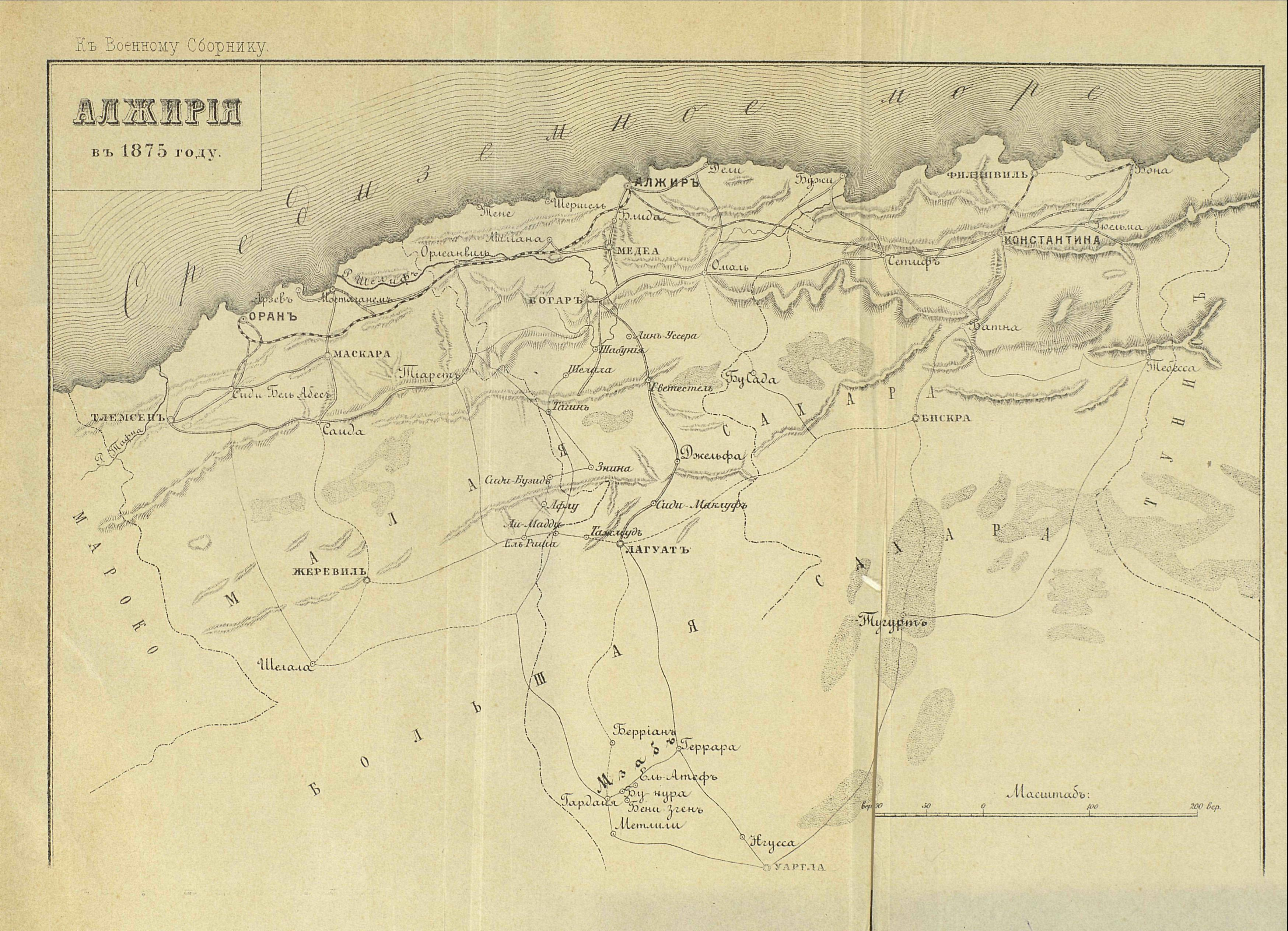
Carte russe de l’Algérie réalisée en 1875 par Alexeï Kouropatkine.

### Guerre d'indépendance ou révolution algérienne (1954-1962)
Les relations russo-algériennes se sont formées au cours de la guerre d'indépendance algérienne. Le 26 juin 1956, la délégation de l’Union soviétique soutient l’inscription de la question algérienne à l’ordre du jour du Conseil de sécurité. Seuls deux États, l'Union soviétique et l'Iran, votent en faveur de l'inscription de la question algérienne à l’ordre du jour.
L’URSS s’est résignée puis s’est lentement résolue à fournir son appui au Front de libération nationale (FLN) en raison de l’influence retardatrice du Parti communiste français (PCF). En effet, selon l’historienne russe Evgeniya Obitchkina, « Moscou restait attentif aux propos des communistes français qui se méfiaient du FLN, dont le nationalisme paraissait s’estomper devant le radicalisme musulman à l’esprit fondamentaliste, et qui se demandaient s’il n’était pas l’outil des Anglo-Saxons et de la bourgeoisie arabe ». La politique soviétique envers le FLN évolue à partir du début de 1958, pour ne pas laisser le monopole de son soutien à la Yougoslavie et à la Chine, mais cette évolution est contrariée par le retour au pouvoir du général de Gaulle, que Nikita Khrouchtchev ménage jusqu’au printemps 1960.
En novembre 1960, l'URSS fait venir des bateaux sanitaires en Algérie pour prendre en charge les blessés des mines de la ligne Morice.
À sa formation en 1958, le Gouvernement provisoire de la République algérienne (GPRA) demande sa reconnaissance aux États du bloc communiste. L'Union soviétique ne répondit pas tout de suite à cette demande, se contentant de fournir une aide financière et de l’armement léger aux forces algériennes. Ce n'est que le 7 octobre 1960 à New York que la Russie annonce reconnaître de facto le GPRA, le PCF lui ayant conseillé à plusieurs reprises de ne pas le reconnaître de jure avant la signature des accords d'Évian.
Aussi, le 19 mars 1962, le lendemain de la signature des accords d'Évian, l'Union soviétique reconnaît de jure le GPRA. Le premier ambassadeur d'URSS à Alger est nommé en octobre 1962.

### Des années 1962 jusqu'à l'effondrement de l'URSS en 1991
À l'indépendance de l'Algérie, l'Union soviétique coopère avec l'Algérie dans le domaine militaire. Ainsi, dès le 29 octobre 1962, l'arrivée de cinq hélicoptères soviétiques en Algérie est annoncée. De même, le 14 mai suivant, l'AFP indique qu'une centaine de marins algériens vont être formé en URSS. Le 27 juin 1963, un accord est signé entre l'Algérie et l’URSS sur la question du déminage des frontières algériennes. Par décret du conseil suprême de l'URSS du 30 avril 1964 et à l'initiative du 1re secrétaire du Comité central du Parti communiste de l'Union soviétique, président du Conseil des ministres de l'URSS Nikita Khrouchtchev, Ahmed Ben Bella est décoré du titre de héros de l'Union soviétique. L'ordre de Lénine et la médaille « Étoile d'Or » lui ont été remises.
Le coup d'État de Houari Boumédiène le 19 juin 1965 suscite une certaine réserve à Moscou d'autant plus que les positions anti-communistes de l'homme fort du nouveau régime sont connues. Le gouvernement soviétique suspend immédiatement les livraisons d'armes et de pièces de rechange. Mais le nouveau gouvernement souhaite apaiser les relations avec le Kremlin et Abdelaziz Bouteflika, dès le lendemain du coup d'État, déclare que les orientations de la politique étrangère algérienne demeuraient inchangées.
Lors de la guerre des Six Jours, le refus soviétique d'entreprendre un engagement militaire concret déçoit le gouvernement algérien dont l'engagement pro-palestinien dans le conflit israélo-arabe compte parmi les plus déterminés. Il a pour conséquence un infléchissement dans la relation entre les deux pays dont témoigne la longue vacance à la tête de la réprésentation soviétique à Alger (août 1967 - avril 1968). 
Du fait des tensions entre l'Algérie et le Maroc, les livraisons de matériels d'origine russe augmentent au milieu des années 1970. Ainsi l'Algérie se dote d'un réseau de détection d'origine russe en 1975 et acquiert des MIG 23 et 25 en juin 1977. À la fin des années 1970, 90 % du matériel militaire algérien est d'origine russe.
La Russie a également fourni un soutien industriel à l'Algérie. L'URSS a notamment participé au développement du secteur minier en Algérie. Ainsi, 35 % des contrats passés dans le domaine des mines est conclu avec l'URSS.

### À partir de 1991
Lors d'une visite officielle du président Abdelaziz Bouteflika du 3 au 6 avril 2001, une déclaration de partenariat stratégique est signé entre les deux pays.
Le 3 mars 2006, le président Vladimir Poutine déclare – lors d'une visite à Alger – que la dette que l'Algérie a envers la Russie, dans le domaine militaire, a été effacée. Elle s'élevait à 4,7 milliards de dollars.
En tant que grand partenaire du régime algérien, la Russie se montre plutôt réluctante à soutenir les manifestations algériennes de 2019, privilégiant une politique de non-ingérence dans les affaires algériennes. Vladimir Poutine s'empresse de présenter personnellement ses meilleurs vœux lors de la prise de fonction du président Abdelmadjid Tebboune.
Lors de l'invasion russe de l'Ukraine en 2022, l'Algérie adopte une position neutre, en s’abstenant lors des différents votes de résolutions des Nations unies dénonçant « l’agression » russe,. Le ministre russe des Affaires étrangères Sergueï Lavrov visite l'Algérie en mai 2022 et fait savoir qu'il apprécie la position « équilibrée » de l'Algérie. Les deux pays signent également un nouveau document « servant de base aux relations bilatérales ». Dans le même temps, le président russe Vladimir Poutine invite son homologue algérien Abdelmadjid Tebboune à se rendre à Moscou. Lors du déplacement du président algérien en Russie en juin 2023 déclare « Je souhaite prospérité et bien-être à l’humanité, notamment aux peuples pauvres (…). Je crois que le Président russe, M. Vladimir Poutine tient un discours modéré. Je peux déduire, à travers ses propos aujourd’hui, qu’il est un ami du monde, tout comme l’Algérie, hormis envers ceux qui nous sont hostiles. »,
La relation stratégique qui existe entre les deux pays connaît quelques accrocs. Ainsi Abdelmadjid Tebboune s'exprime de manière critique vis-à-vis de l’action de l’organisation paramilitaire russe Wagner au Mali.
La Russie soutient la candidature de l'Algérie visant à rejoindre le forum des BRICS.

## Coopération algéro-russe

### Coopération économique

#### Échanges commerciaux
| Année | Montant (en dollars US) |
| ----- | ----------------------- |
| 2001  | 157 million             |
| 2002  | 175 million             |
| 2003  | 292 million             |
| 2004  | 184 million             |
| 2005  | 360 million             |
| 2006  | 591 million             |
| 2010  | + 2 milliards           |

En 2023, les échanges commerciaux entre l'Algérie et la Russie avoisinent les trois milliards de dollars, Moscou étant un important fournisseur d'armements de l'Algérie.

#### Coopération dans le marché du gaz et du pétrole
La compagnie nationale algérienne Sonatrach en 2006 a procédé, à Moscou, à la signature avec la société pétrolière russe Lukoil, d’un protocole d’accord portant sur la coopération bilatérale dans les hydrocarbures. Le groupe russe prévoit l'ouverture d'une représentation à Alger de Lukoil.
Gazprom a également été intéressée par un rapprochement avec l'Algérie dans ce secteur. Des représentants de Gazprom se sont rendus en Algérie en mai 2006 pour discuter des possibilités de coopération dans le domaine du gaz naturel liquéfié.

### Coopération culturelle
Le 27 avril 2010, les Journées de l'Algérie ont été organisées à Moscou et à Saint-Pétersbourg. La ministre de la Culture Khalida Toumi s'est rendu à Moscou pour l'occasion.
En 2011, des Journées de la culture russe en Algérie ont été organisées à Oran, à Alger et à Constantine.

### Coopération militaire

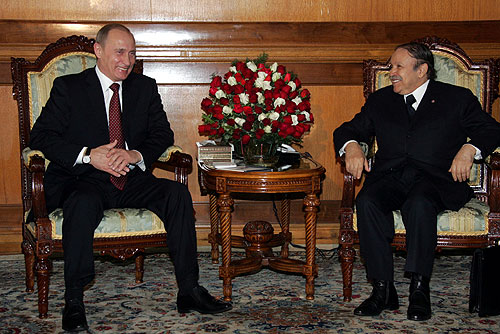
Vladimir Poutine et Abdelaziz Bouteflika à la suite de la signature d'un contrat de fourniture d'équipements militaires.

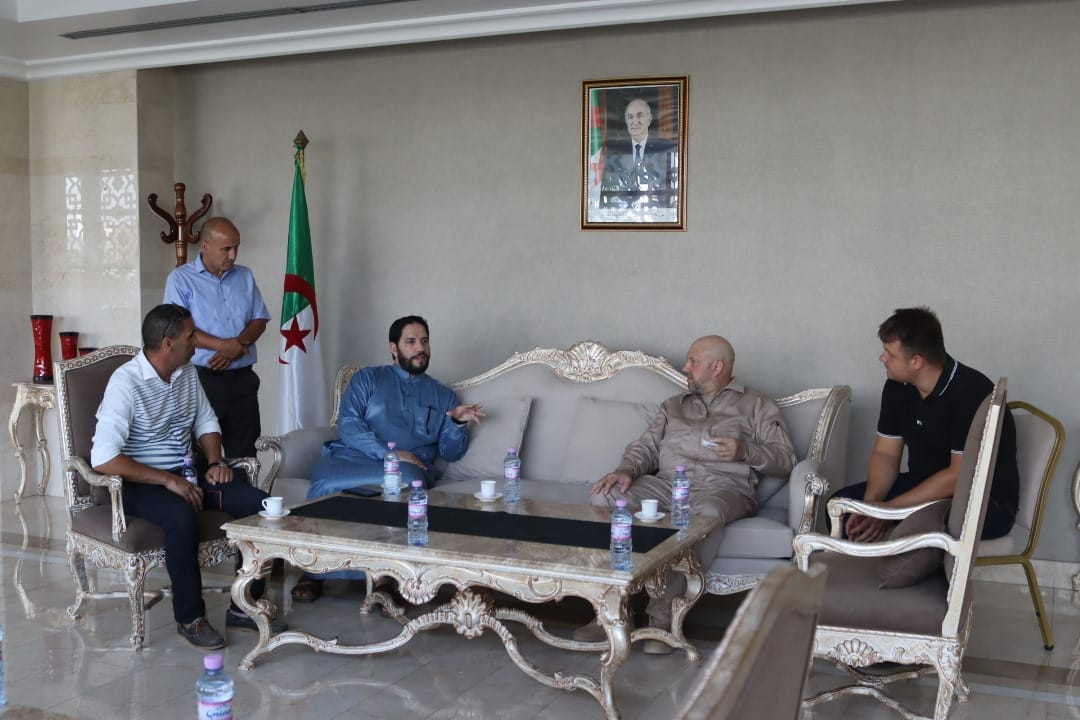
Présence du général Sergueï Sourovikine à Oran en septembre 2023.

La coopération militaire entre les deux pays est basée sur un long continuum : des générations de cadres de l’Armée nationale populaire (ANP) algérienne ont été formées après 1962 dans les académies soviétiques. Elle connaît des hauts et des bas en particulier du fait de l’interdiction du Parti communiste algérien en novembre 1962. Néanmoins, elle répond aux intérêts bien compris des deux pays. Lors de la guerre des Sables, Moscou fournit à Alger une soutien militaire indirect dès octobre 1963. L’URSS parvient dans un temps record à doter l'Algérie du matériel nécessaire pour équiper une armée blindée et une aviation puissantes. La formation est rendue possible par l’arrivée en Algérie de centaines de conseillers techniques soviétiques recrutés sous le couvert du ministère de l’Agriculture. Le nombre de ces techniciens est évalué à un millier en 1966. 
En dépit de quelques désaccords, l’Algérie passe du 8e rang des bénéficiaires de l’aide militaire soviétique en 1972 au 6e rang en 1978 dans le contexte du conflit au Sahara occidental. 
En novembre 2002, la Russie a lancé le premier satellite algérien servant à prévenir les catastrophes naturelles, ALSAT-1. Ce satellite a été mis en orbite par le lanceur russe Cosmos-3M.
En mars 2006, un accord militaire a été conclu lors de la visite du président russe Vladimir Poutine en Algérie. En contrepartie de cet achat, la Russie a effacé la dette algérienne, estimée à 4,7 milliards de dollars.
La Russie est le principal fournisseur d'armes pour l’Algérie et l’Algérie l’un des quatre principaux acheteurs d'armes russes. En 2018, 66 % de toutes les importations d'armes en destination de l'Algérie provenaient de la fédération de Russie. Entre 2018 et 2022, la Russie représente 73 % des acquisitions d’armes de l’Armée nationale populaire à l’étranger. 
En novembre 2022, pour la première fois, soldats algériens et russes s'entraînent, côte à côte, sur le sol algérien, dans la région de Béchar, dans l'ouest de l'Algérie. Le choix du site d'Hammaguir se trouve à une cinquantaine de kilomètres seulement de la frontière marocaine, alors que les deux États voisins connaissent une déterioration de leurs relations.
En juin 2025, le général Sergueï Sourovikine est officiellement affecté à l’ambassade de Russie en Algérie pour consolider la « diplomatie militaire » russe en Afrique du Nord.

#### Équipement militaire russe en usage en Algérie
Entre 2010 et 2013, deux sous-marins russes de classe Kilo ont été livrés.
| Type                             | Désignation                          | Quantité (de reconnaissance) | Date de livraison                      | Origine                      |
| -------------------------------- | ------------------------------------ | ---------------------------- | -------------------------------------- | ---------------------------- |
| Avion de chasse                  | Soukhoï Su-30 MKA                    | 56                           | Dernière livraison : décembre 2016 (8) | Forces aériennes soviétiques |
| Avion de chasse                  | MiG-29 S                             | 74                           |                                        | Armée de l'air soviétique    |
| Bombardier                       | Soukhoï Su-24 MK/MK2                 | 39 (4)                       |                                        | Armée de l'air soviétique    |
| Avion de transport               | IL-76 TD                             | 32                           |                                        | Armée de l'air soviétique    |
| Avion d'interception             | Mig-25 PDS/RBSh                      | 12 (3)                       |                                        | Armée de l'air soviétique    |
| Avion d'entraînement             | Yakovlev Yak-130                     | 22                           | depuis 2009                            | Armée de l'air russe         |
| Avion ravitailleur               | IL-78 Midas                          | 6                            |                                        | Armée de l'air soviétique    |
| Hélicoptère                      | Kamov Ka-27                          | 15                           |                                        | Armée de l'air soviétique    |
| Hélicoptère                      | Mi-24                                | 66                           |                                        | Armée de l'air soviétique    |
| Hélicoptère                      | Mil Mi-17                            | 118                          |                                        | Armée de l'air soviétique    |
| Hélicoptère                      | Mil Mi-8                             | 12                           |                                        | Armée de l'air soviétique    |
| Hélicoptère                      | Mil Mi-2                             | 24                           |                                        | Armée de l'air soviétique    |
| Sous-marins                      | classe Kilo 877EKM                   | 2                            | depuis 1987                            | Marine soviétique            |
| Char de combat                   | T-55amv                              | 320                          |                                        | Armée rouge                  |
| Char de combat                   | T-62                                 | 330                          |                                        | Armée rouge                  |
| Char de combat                   | T-72AG et T72M1M                     | 500                          |                                        | Armée rouge                  |
| Véhicule de transport de troupes | BMP-1; BMP-2; BTR-50; BTR-60 BTR-80. | 700; 389; 90; 400; 300.      |                                        | Armée rouge                  |
| Automitrailleuse                 | BRDM-2                               | 224                          |                                        | Armée rouge                  |
| Lance-roquettes multiples        | BM-14 et BM-16; BM-21; BM-24.        | 68; 48; 30.                  |                                        | Armée rouge                  |
| Blindé antiaérien                | ZSU-23-4                             | 219                          |                                        | Armée rouge                  |

## Visites d’État
| Année | En Algérie                                              | En Russie                                                    |
| ----- | ------------------------------------------------------- | ------------------------------------------------------------ |
| 2001  |                                                         | Abdelaziz Bouteflika, président de la République algérienne. |
| 2006  | Vladimir Poutine, président de la fédération de Russie. |                                                              |
| 2008  |                                                         | Abdelaziz Bouteflika, président de la République algérienne. |
| 2010  | Dmitri Medvedev, président de la fédération de Russie.  |                                                              |
| 2023  |                                                         | Abdelmadjid Tebboune, président de la République algérienne. |

## Cadre juridique

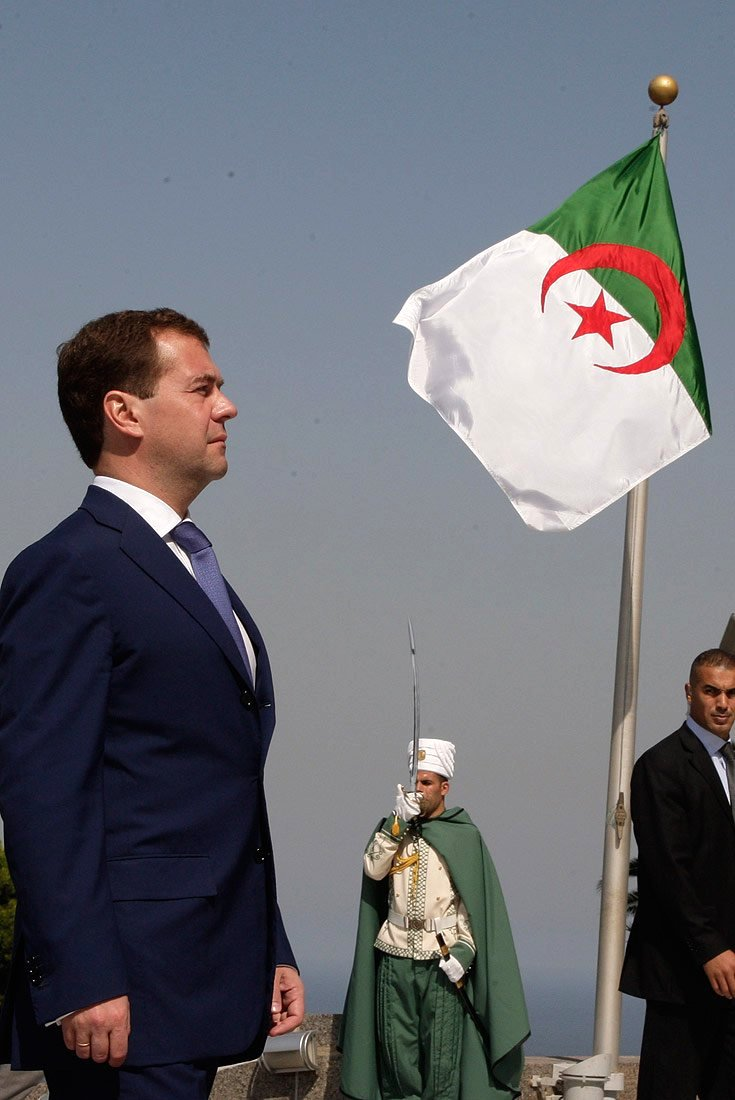
Cérémonie d'accueil du président Medvedev en Algérie le 6 octobre 2010.

De nombreux accords bilatéraux ont été signés entre la Russie et l’Algérie.
Lors de la visite du président de la République algérienne Abdelaziz Bouteflika à Moscou le 14 avril 2001, les deux présidents ont signé :
- une déclaration de partenariat stratégique ;
- un protocole sur les consultations politiques entre les ministères des Affaires étrangères ;
- un accord de coopération dans les domaines de la culture, de la science, de l’éducation, du sport, du tourisme et des archives.

En décembre 2002, un accord de coopération dans les domaines de la culture, de la science, de l’éducation, du sport, du tourisme et des archives est signé à Moscou.
Lors la visite de Vladimir Poutine à Alger le 10 mars 2006, le président russe et le président algérien, Abdelaziz Bouteflika, ont signé :
- un accord sur les relations économiques, commerciales, financières et sur le traitement de la dette ;
- une convention sur la non double imposition à l’égard des impôts sur les revenus et les biens ;
- un protocole de coopération entre les chambres de commerce et d’industrie des deux pays ;
- un accord de création d’un conseil d’affaires algéro-russe.

Le 18 février 2008, un accord relatif aux services aériens a été signé a Moscou. Le 14 août 2009, un accord de jumelage entre les villes d'Iekaterinbourg et d'Annaba a été signé. Le 18 novembre 2009, un mémorandum de coopération entre le ministère des Affaires religieuses et des Waqfs et le conseil des muftis de la fédération de Russie a été signé à la résidence El Mithak à Alger.
En octobre 2010, le président de la fédération de Russie Dmitri Medvedev, a signé avec le président algérien Bouteflika à Alger :
- un accord de coopération entre l’IDRI (Institut diplomatique et des relations internationales) et l’Académie diplomatique russe ;
- un mémorandum d’entente dans le domaine de la normalisation et de l’évaluation de la conformité entre l'Institut algérien de normalisation (IANOR) et l’agence fédérale de réglementation technique et de la métrologie (GOST-R) ;
- un accord sur le transport maritime ;
- un accord de coopération entre le conseil économique et social et la chambre civique russe.

Le 11 décembre 2010, un accord de coopération entre le secrétariat général du conseil de la Nation et l’appareil du Conseil de la fédération de l’assemblée fédérale de la fédération de Russie a été signé.

## Rencontres sportives
L’équipe d'Algérie de football et l’équipe d'Union soviétique de football ont joué trois matches amicaux, deux en 1964, le premier est gagné par l’URSS sur un score 0-1 dans le stade du 5 juillet, et le deuxième et un match nul d’un score de 2-2 dans le stade d’Alger, un en 1971 l’URSS a gagné 7-0.
L'Algériea fait match nul contre la Russie lors de la coupe du monde de football de l'année 2014. Ce résultat qualifie l'équipe algérienne pour les huitièmes de finale. C'est la première fois qu'elle atteint un tel niveau.
L'équipe d'URSS de handball masculin a battu l'équipe d'Algérie masculine de handball le 24 juillet 1980 (33 à 10) et le 26 septembre 1988 (26 à 13).
L'équipe d'Algérie de handball masculin et l'équipe de Russie masculine de handball se sont rencontrées à deux reprises :
le 23 janvier 2005 avec un score de 28 à 22 en faveur de la Russie et le 21 janvier 2009 où la Russie remporte la rencontre avec le score de 29 à 28.
L'équipe d'Algérie féminine de handball a perdu la rencontre le 1er décembre 1978 face à l’URSS (23 à 5).